# Glanz, Krka
Glanz je naselje v Občini Krka v Okraju Šentvid ob Glini na Koroškem v Avstriji.